# Paolo Rossi
Paolo Rossi (født 23. september 1956 i Prato i Toscana, død 9. december 2020) var en italiensk fodboldspiller, der spillede som angriber.
I 1982 førte han Italien til VM i 1982, hvor han med seks mål (bl.a. et hattrick mod favoritterne fra Brasilien) blev turneringens topscorer. Han blev kåret til VMs bedste spiller og blev senere samme år kåret til Årets fodboldspiller i Europa.
Paolo Rossi blev optaget på FIFA's liste over de bedste 125 nulevende fodboldspillere gennem tiderne. Listen blev udarbejdet af Pelé.
Han opnåede kontrakt med Juventus F.C. i 1973, men opnåede ikke i begyndelsen spilletid. Han blev i 1975 udlejet til Como og skiftede i 1976 til Vicenza. Skiftet til Vicenza skete på en delt kontrakt mellem Vicenza og Juventus. Skiftet skete for det dengang højeste transferbeløb nogensinde. Vicenza spillede i Serie B, men rykkede op året efter, bl.a. takket være Rossi. Rossi opnåede 94 kampe og 60 mål for Vicenza inden han blev udlånt til A.C. Perugia.
Rossi kom tilbage til Juventus i 1981, hvor han spillede på hold med bl.a. Michel Platini og Zbigniew Boniek.
Efter tiden i Juventus skiftede Rossi til AC Milan og senere Hellas Verona inden han stoppede karrieren i 1987.
Han blev topscorer i Serie A i 1977-78 og vandt serie A to gange (1982 og 1984). Han vandt med Juventus UEFA Cup Winners' Cup i 1984 og senere samme år UEFA Super Cup. I 1985 var han med, da Juventus vandt Mesterholdenes Europa Cup (i dag afløst af Champions League turneringen) 1-0 over Liverpool F.C. på Heysel Stadion.
Efter sin karriere som fodboldspiller arbejdede han som kommentator på italiensk tv, herunder flere år for RAI-netværket. Rossi, der modtog en lang række priser for sin karriere, døde i december 2020 efter et længere sygdomsforløb. Han blev 64 år gammel. 